# Ğ
Ğ, ğ – litera występująca w alfabetach tureckim, azerskim, berberyjskim, krymskotatarskim i tatarskim. W języku tureckim ğ jest znane jako 'yumuşak ge' – (miękkie g), i jest dziewiątą literą tureckiego alfabetu, która oznacza wydłużenie wymowy poprzedzającej ją samogłoski lub połączenie dwóch samogłosek (dyftong) i w związku z tym nigdy nie występuje na początku wyrazu.
W systemie LaTeX litera jest kodowana w następujący sposób: ğ \u{g} ; Ğ \u{G}.